# Злєхов
Злєхов (словац. Zliechov) — село в окрузі Ілава Тренчинського краю Словаччини. Площа села 54,38 км². Станом на 31 грудня 2015 року в селі проживала 601 людина.

## Історія
Перші згадки про село датуються 1272 роком.

## Населення
| Рік:            | 1994. | 2004.    | 2014.   | 2024.   |
| --------------- | ----- | -------- | ------- | ------- |
| Кількість осіб: | 728   | 614      | 610     | 560     |
| Різниця:        |       | -15,65 % | -0,65 % | -8,19 % |

| Рік:            | 2023. | 2024.   |
| --------------- | ----- | ------- |
| Кількість осіб: | 570   | 560     |
| Різниця:        |       | -1,75 % |